# Ямацератопс
Ямацератопс (Yamaceratops) — рід птахотазових динозаврів родини цератопсид (Ceratopsidae). Включає лише один вид Yamaceratops dorngobiensis. Існував в Східній Азії наприкінці крейдового періоду (86 млн років тому).

## Історія

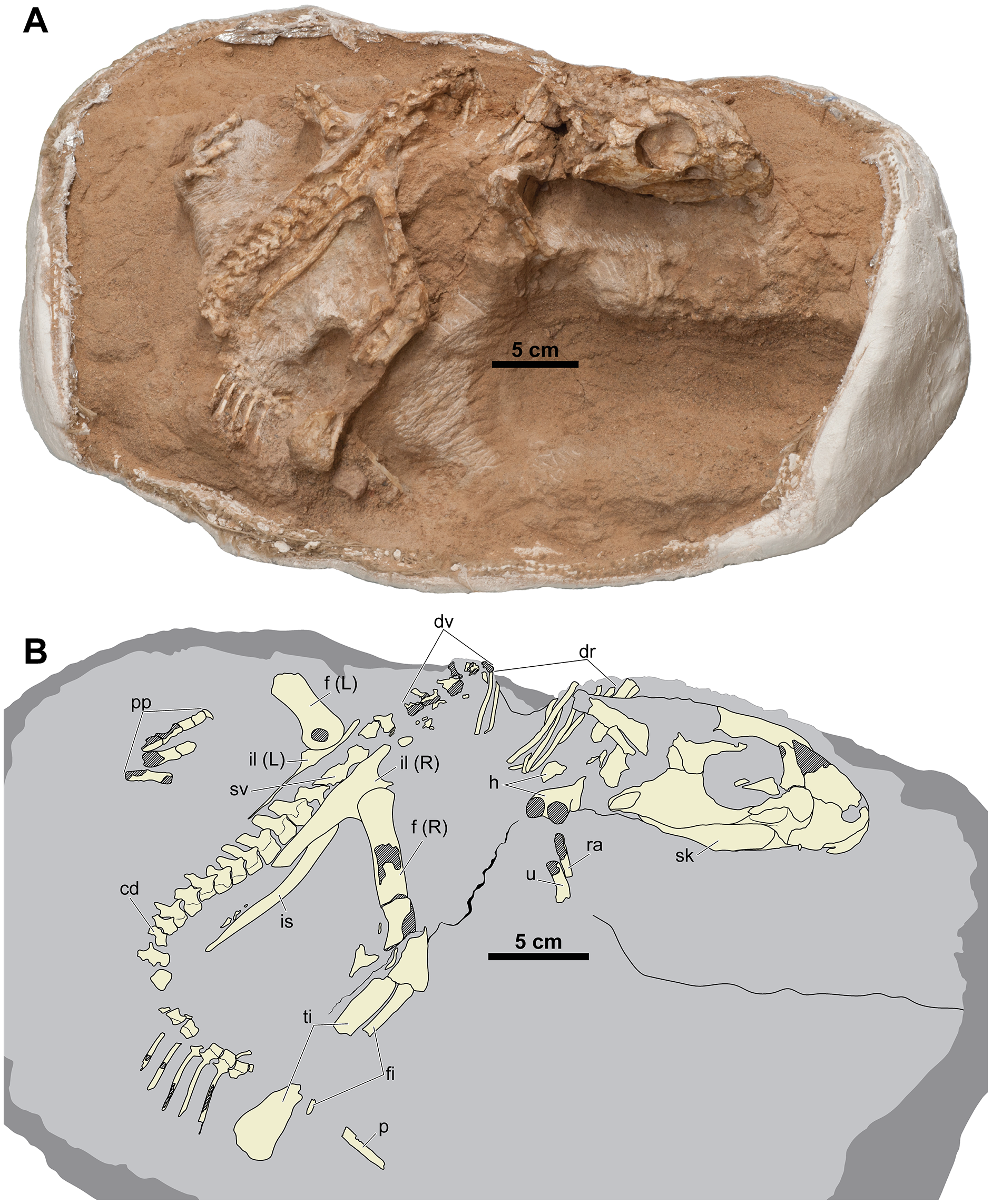
Зразок MPC-D 100 553, підросла особа

Динозавр описаний у 2006 році на основі часткового черепа, знайденого у відкладеннях формації Явхлант на півдні Монголії. Додатковий матеріал (включаючи посткраніальні кістки) був знайдений у 2002 і 2003 роках.
У 2008 році до цього роду було віднесено скам'янілий ембріон, знайдений у яєчній шкаралупі з відкладень, де поширений Yamaceratops. Однак у 2015 році його переописали як ембріон птаха.
У 2020 році китайські палеонтологи ідентифікували молодий екземпляр Yamaceratops, знайдений у 2014 році в місцевості Хугенетявхлант («Хугенславхант»). Цей, ймовірно, трирічний зразок, був детально описаний у 2022 році.

## Етимологія
Рід Yamaceratops названо на честь тибетського буддійського божества смерті Ями. Інша частина родової назви ceratops перекладається з латини як «рогатий» і є популярною складовою для позначення багатьох таксонів цератопсів. Назва виду dorngobiensis вказує на типове місцезнаходження решток динозавра — аймак Дорноговь (Східно-Гобійський аймак).

## Опис
Це був відносно невеликий динозавр, що виростав до 50 см завдовжки та 2 кг ваги.